# ویستاسپ کارباری
ویستاسپ کارباری مهندس عمران هندی آمریکایی و هشتمین رئیس دانشگاه تگزاس در آرلینگتون.
او به خاطر پژوهش بر مواد کامپوزیت در مهندسی سازه شناخته شده‌است.
او از پارسیان هند است.